# Vigjilenca Demiraj
Vigjilenca Demiraj (ur. 12 stycznia 1954 w Tiranie) – albańska hepatolożka, doktor nauk medycznych, autorka i współtorka licznych artykułów naukowych.

## Życiorys
W 1979 roku ukończyła z wyróżnienie studia w Wyższym Instytucie Medycznym w Tiranie. Przez ponad 35 lat pracowała jako hepatolożka, między innymi w Uniwersyteckim Centrum Medycznym w Tiranie.
W 1993 roku otrzymała tytuł doktora nauk medycznych.
Poza ojczystym językiem albańskim deklaruje znajomość trzech języków obcych.

## Życie prywatne
Córka Muazesi i Maliqa Mollohollego; ojciec studiował w Stambule, następnie pracował jako nauczyciel.